# التینابات، سین
التینابات، سین (به لاتین: Altınabat, Çine) یک منطقهٔ مسکونی در ترکیه است که در استان آیدین واقع شده‌است.

## خصوصیات
التینابات ۳۴۳ نفر جمعیت دارد.